# Powiat trocki
Powiat trocki – powiat na obszarze Zarządu Cywilnego Ziem Wschodnich a następnie Litwy Środkowej. Jego siedzibą były Troki. W 1921 r. bez formalnego aktu prawnego został połączony z powiatem wileńskim w powiat wileńsko-trocki. Pomimo tego jeszcze w ustawie o objęciu władzy państwowej nad Ziemią Wileńską został wymieniony jako samodzielny powiat obok wileńskiego.
Wcześniej powiat województwa trockiego a potem guberni wileńskiej, częściowo pokrywa się z dzisiejszym rejonem trockim. Graniczył z powiatami lidzkim, wileńskim i grodzieńskim oraz z guberniami suwalską i kowieńską.

## Demografia
W grudniu 1919 roku powiat trocki okręgu wileńskiego ZCZW zamieszkiwało 92 831 osób. Na jego terytorium znajdowało się 1231 miejscowości, z których 6 miało ponad 1 tys. mieszkańców. Największą z nich były Troki z 1886 mieszkańcami.

## Oświata
W powiecie trockim okręgu wileńskiego ZCZW w roku szkolnym 1919/1920 działało 68 szkół powszechnych. Ogółem uczyło się w nich 3920 dzieci i pracowało 94 nauczycieli.

## Miasta
- Troki

## Wzmianka z r. 1890
Dawny powiat trocki stanowił część województwa trockiego. Granica zaczynając się u północy niedaleko tego punktu, gdzie rz. Święta uchodzi do Wilii, między Giegużynem a Skorulami, szła od wschodu korytem rz. Wilii, oddzielającym go od pow. wileńskiego, aż do ujścia rz. Waki, dalej uszedłszy nieco jej biegiem krótkim i porzucając go niedaleko Wilna, wchodziła w lasy Rudnickie a od jeziora Kiernowa załamywała się rz. Wisińczą na płd. i przez wielkie lasy Olkienik, Oran i starostwa mereckiego opierała się o Niemen, tam gdzie do niego uchodzi rz. Rotnica pod Druskienikami. Stąd od zach. szła Niemnem, który opuszczała pomiędzy Olitą a Puniami, rozgraniczała suchą drogą pow. kowieński, aż do miejsca, z którego się zaczęła na północy (co do innych szczegółów ob. t. V, 339).
Trocki powiat guberni wileńskiej leży w zachodniej części guberni i graniczy od płn.-wsch. i wschodu z pow. wileńskim, od płd.-wsch. z lidzkim, od płd. z grodzieńskim, od zach. z gub. suwalską i kowieńską. Powierzchnia powiatu zajmuje 107,9 mil al. 5220,7 w. kw. i zamknięta jest biegiem Niemna od zach. i Wilii od płn.-wsch. i pochyla się głównie od płd. ku płn.-płn.-zach. Nadto w zach. części powierzchnia opada do Niemna, we wschodniej zaś do Wilii, tak że najwyżej wzniesione punkty znajdują się w środkowej części powiatu. Najwyższe bezwzględne wzniesienie
sięga: w Giedatańcach 856 st., w Naborowszczyźnie 762, Michnolasach 682, Sorok Tatarach 611, Strawiennikach 607, Butkianach 581 st. npm. Zach. i południową część powiatu stanowią równiny piaszczyste; w części płn. i zachodniej, pokrytych lasami i jeziorami, występuje szereg pagórków piaszczystych i gliniastych, w części zaś płn.- wsch., w której zalegają rozległe łąki i pastwiska, przeważa gleba gliniasta a na wybrzeżach Wilii czarnoziem. Około Niemonajć, Wysokiego Dworu i Trok znajduje się tuf wapienny, glina i piaskowiec, okrążający wyniosłe brzegi jezior i występujący także w łożysku rz. Waki (dopł. Wilii). W nizinach znajduje się ruda żelazna błotna z tufem wapiennym. Źródła wód mineralnych, jedyne w guberni, znajdują się w Birsztanach, Niemonajciach i Stokliszkach. Cała powierzchnia powiatu leży w dorzeczu Niemna, który na przestrzeni około 170 w. oddziela pow. trocki od gub. suwalskiej.